# 加重平均資本コスト
加重平均資本コスト（かじゅうへいきんしほんコスト、英語: weighted average cost of capital、WACC）とは、企業が資産調達の対価として全権利者に平均して支払うと見込まれる金利のことである。WACCは通常、会社の資本コストと呼ばれる。注意すべきは、それが経営陣によってではなく、外部市場により決定されるということである。WACCは、債権者やオーナーその他の出資者の投資先であり続けるために企業が獲得すべき、既存の資産あたりの最低限のリターンを表す。
企業は資金を、普通株式や優先株式その他関連する権利、普通社債・転換社債・他社株転換可能債、従業員ストックオプション・年金債務・役員ストックオプション、政府補助金といった、さまざまな資金源から調達する。期待されるリターンは、資金源ごとに異なっている。WACCは、資本構造の構成比率を考慮して計算される。会社の資本構造が複雑になるほど、WACCの計算にはより多くの時間と労力を要するようになる。
WACCを使用して、選択可能な投資プロジェクトについて実施する価値があるかどうかを企業は見極められるようになる。

## 計算
一般に、WACCは次の式で計算できる：
{\displaystyle {\text{WACC}}={\frac {\sum _{i=1}^{N}r_{i}\cdot MV_{i}}{\sum _{i=1}^{N}MV_{i}}}}
ここでの{\displaystyle N}は源資の数（証券や負債の種類）を、{\displaystyle r_{i}}は有価証券{\displaystyle i}に対する必要利回りを、{\displaystyle MV_{i}}は全発行済み証券{\displaystyle i}の市場価値を、それぞれ意味する。
会社が株主資本（純資産）と負債のみで資金調達をしている場合、平均資本コストは次のように計算される：
{\displaystyle {\text{WACC}}={\frac {D}{D+E}}K_{d}+{\frac {E}{D+E}}K_{e}}
ここでの{\displaystyle D}は負債総額を、{\displaystyle E}は株主資本を、{\displaystyle K_{d}}は負債コストを、{\displaystyle K_{e}}は株主資本コストを、それぞれ意味する。WACCの計算式で用いる比率を計算するには、負債と株主資本の市場価値を使用する必要がある。

### 節税効果
この式には負債の節税効果（金利のタックスシールド効果）を組み込むことも可能である。たとえば、時価総額が{\displaystyle MV_{e}}、株主資本コストが{\displaystyle R_{e}}の株式・時価総額が{\displaystyle MV_{d}}、借り入れコストが{\displaystyle R_{d}}の社債によって資金調達をする、法人税率が{\displaystyle t}の国にある企業のWACCは、次のように計算される。
{\displaystyle {\text{WACC}}={\frac {MV_{e}}{MV_{d}+MV_{e}}}\cdot R_{e}+{\frac {MV_{d}}{MV_{d}+MV_{e}}}\cdot R_{d}\cdot (1-t)}
この計算は、各要素に選択肢が多く存在するため、大幅にばらつく可能性がある。結果として、同じ企業や年次を対象にしても、かなり広い範囲のWACCの値が正当化できる。

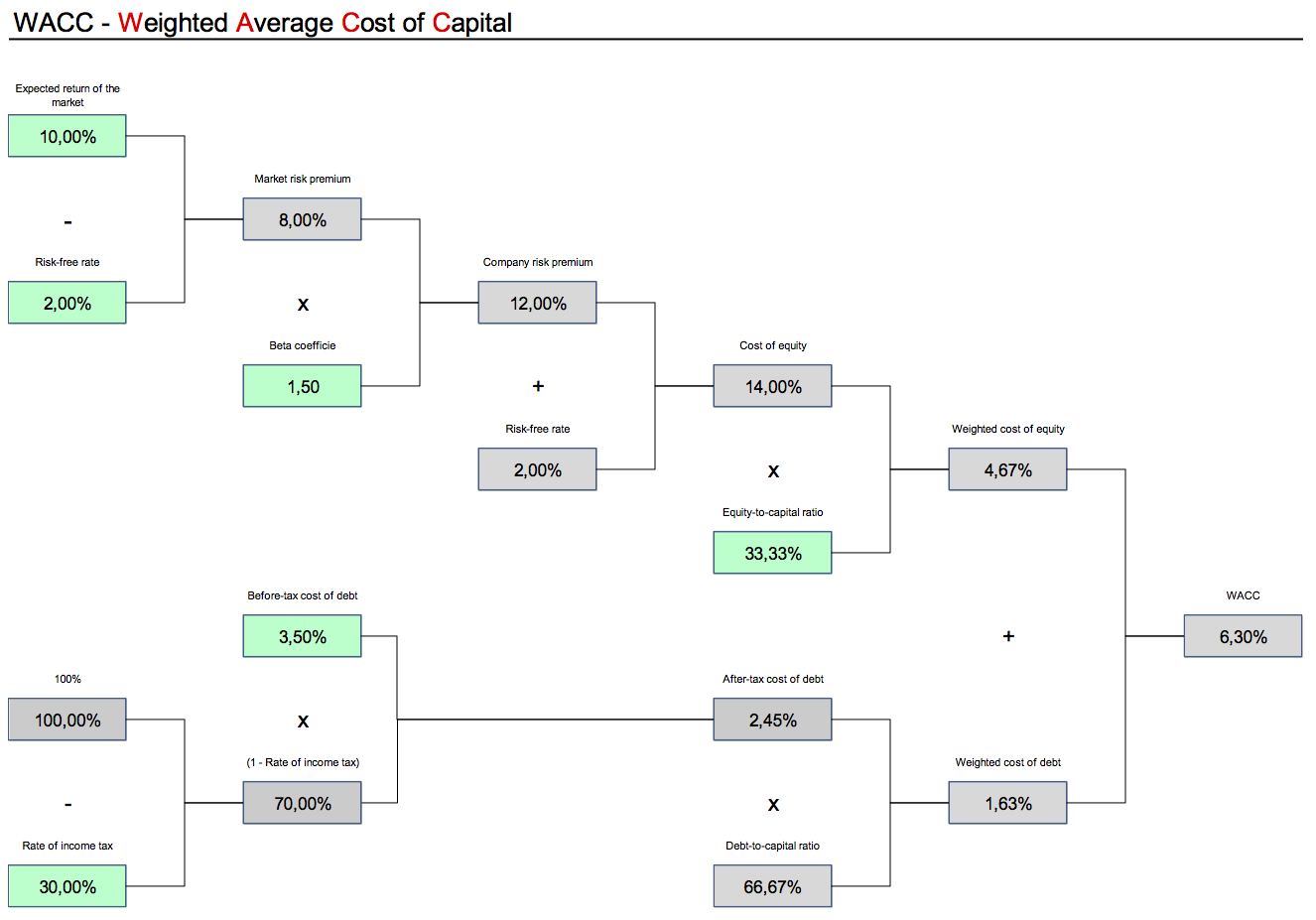
WACCのモデル

## 構成要素

### 負債
会社の債務構成要素をkdと表記し、支払利息による税効果があるため、税引き後のWACC構成要素はk d （1-T）となる。
※Tは税率。
WACCの観点から債務比率を増やすと、議決権が希釈化されず、利益分配が有限となり、社債発行費は通常株主資本コストよりも低く、支払利息は税控除の対象となるなどの利点がある。しかし、債務要素には次のような不利な点もある。社債の場合は額面の全額を一括で償還するため、WACCを使用すると、手元の資金がどれほどタイトであっても、会社は法的な支払義務を負う。債務が増えるほど、より多くの財務リスク（より体系的なリスク）を引き受けることとなり、より高いキャッシュフローが求められる。

### 株主資本
加重平均資本コスト計算式：WACC= (Wd)[(Kd)(1-t)]+ (Wpf)(Kpf)+ (Wce)(Kce)
新株発行費は、発行費用（英語: flotation costs）と呼ばれる引受手数料を加味したものである必要がある。発行費用をF、配当をD 1、株価をP 0、成長率をgとすると、Ke = D1/P0(1-F) + gとなる。
K eを計算する方法は3通りある：
1. 資本資産価格モデル
2. 配当割引モデル
3. 債券利回りプラスリスクプレミアム（英語: Bond Yield Plus Risk Premium、BYPRP）アプローチ

株主資本要素には、負債とは異なり法的支払義務がない（株式種別による）、満期がない（債券などとは異なる）、財務リスクが低い、収益性が見込める場合は負債よりも安くなる可能性があるなど、会社にとっての利点がある。しかし、次のような不利な点もある。新株は、既存株主の利益と議決権を希釈化し（支配に影響を与える）、株式の引受コストは負債よりもはるかに高く、株式を増やしすぎることはすなわち他社によるレバレッジド・バイアウトのターゲットとなることであり、タックス・シールドの効果が得られず、配当は税控除の対象外で二重課税となる。

## 限界資本費用曲線
限界資本費用（英語: Marginal cost of capital、MCC ）曲線または投資機会曲線（英語: investment opportunity curve）は、会社の資本単位当たりの加重コストを資本調達総額に関連付けるグラフである。MCC曲線作成の第一段階は、内部収益率（IRR）を用いてプロジェクトをランク付けすることである。IRRが高いほど、プロジェクトは良い状態にある。